# Trebča vas
Trebča vas je naselje v Občini Žužemberk.